# Saint-Christophe-la-Couperie
Pour les articles homonymes, voir Saint-Christophe.
Saint-Christophe-la-Couperie est une ancienne commune française située dans le département de Maine-et-Loire, en région Pays de la Loire, devenue le 15 décembre 2015 une commune déléguée au sein de la commune nouvelle d'Orée d'Anjou.
Ce village rural du sud Loire est une localité essentiellement viticole.

## Géographie

### Localisation
Ce village angevin se situe dans la région des Mauges, dans l'ouest du Département, sur la route D 154 qui va de Saint-Laurent-des-Autels (nord) à La Boissière-du-Doré (sud-ouest). Saint-Christophe-la-Couperie se trouve à 53 km à l'ouest d'Angers, à 28 km à l'est de Nantes et à 32 km au nord de Cholet.
La commune est limitrophe du département de la Loire-Atlantique (commune de La Boissière-du-Doré).
Le territoire des Mauges est la petite région qui couvre la partie sud-ouest du Maine-et-Loire, délimitée au nord par la Loire (fleuve) et à l'est par le Layon (rivière).

### Aux alentours
Les communes les plus proches sont Saint-Laurent-des-Autels (4 km), La Boissière-du-Doré (4 km), Landemont (5 km), La Remaudière (5 km), Le Puiset-Doré (6 km), Le Fuilet (6 km), Saint-Sauveur-de-Landemont (6 km), La Chaussaire (6 km), La Regrippière (8 km) et Barbechat (8 km).

### Géologie et relief
L'altitude de la commune varie de 74 à 104 mètres, pour une altitude moyenne de 89 mètres. Son territoire s'étend sur plus de 8 km2 (829 hectares),.
Situé sur un haut plateau, on trouve sur le territoire de la commune une forêt (forêt de la Foucaudière), traversée par un petit ruisseau (la Couperie) qui entretient la faune et la flore.
La commune de Saint-Christophe-la-Couperie figure à l'inscription de
- Inventaires des zones naturelles d'intérêt écologique, floristique et faunistique (ZNIEFF) pour les landes du Fuilet et la forêt de Foucaudière ;
- Schémas d'aménagement et de gestion des eaux pour la zone d'estuaire de la Loire.

### Hydrographie
On trouve sur la commune la rivière la Divatte (dite localement ruisseau des Recoins ou de la Macraisière), qui forme la limite est et sud, ainsi que ses affluents les ruisseaux de la Foucaudière, des Hérondières (dit aussi de la Couperie) et de l'Auberdière.

### Climat
Son climat est tempéré, de type océanique. Le climat angevin est particulièrement doux, de par sa situation entre les influences océaniques et continentales. Généralement les hivers sont pluvieux, les gelés rares et les étés ensoleillés.

## Urbanisme
Morphologie urbaine : le village s'inscrit dans un territoire essentiellement rural.
En 2011 on trouvait 301 logements sur la commune de Saint-Christophe-la-Couperie, dont 95 % étaient des résidences principales, pour une moyenne sur le département de 91 %, et dont 73 % des ménages en étaient propriétaires. L'année suivante, en 2012, on trouvait 308 logements sur la commune de Saint-Christophe-la-Couperie, dont 95 % étaient des résidences principales, pour une moyenne sur le département de 90 %, et dont 73 % des ménages en étaient propriétaires.

## Toponymie
Formes anciennes du nom : Sanctus Christoforus en 1082, La Choperia en 1180, La Coperia en 1185, Saint-Christophe-de-la-Couperie en 1793 et 1801.
De très nombreuses communes portent de nom « Saint-Christophe », dont l'une en Maine-et-Loire (Saint-Christophe-du-Bois).

La Couperie est un lieu-dit de la commune, correspondant à une ancienne seigneurie (XIIe siècle), et qui a donné son nom au ruisseau du même nom. L'origine de ce nom viendrait du vieux français désignant un site défriché.
Nom des habitants : les Christoforiens.

## Histoire

### Préhistoire
Des traces anciennes ont été trouvées sur la commune : cinq haches polies, une hache bipenne perforée en silex taillé, plusieurs haches de bronze, un bracelet de bronze.

### Moyen Âge
Au Moyen Âge, le territoire de Saint-Christophe a pour seigneur le baron de Champtoceaux. Son dernier seigneur en sera le prince de Condé.

### Ancien Régime
Bien qu'une paroisse semble avoir été constituée dès le XVIe siècle, elle n'est qu'une annexe de celle de La Remaudière, comme celle de La Boissière-du-Doré. Il faut attendre 1766 pour qu'une paroisse distincte soit constituée, appartenant au diocèse de Nantes.
À la fin de l'Ancien Régime (royaume de France), Saint-Christophe relève du Doyenné de Clisson, du Grenier à sel de Saint-Florent, du Présidial et de l'Élection d'Angers.

### Époque contemporaine
À la réorganisation administrative qui suit la Révolution, Saint-Christophe la Couperie est intégré en 1790 au canton de Chamtoceaux (département de Maine-et-Loire) et au district de Saint-Florent-le-Vieil, puis en 1800 à l'Arrondissement de Beaupreau, et en 1857 à l'arrondissement de Cholet.

Au point de vue judiciaire, Saint-Christophe-la-Couperie, tout comme Saint-Laurent-des-Autels et Saint-Sauveur-de-Landemont, relève de la Sénéchaussée d'Angers, puis de 1790 à 1859 du tribunal de Beaupréau, pour ensuite être du ressort du tribunal de Cholet.
Comme dans le reste de la région, à la fin du XVIIIe siècle se déroule la guerre de Vendée, qui marquera de son empreinte le pays tout entier.
À la fin du XIXe siècle, le bourg ne comprend qu'une douzaine de maisons. À cette époque l'artisanat se compose de neuf fours à briques et à tuiles et de deux moulins à vent.

La géologie du territoire de la commune (terrain silurien inférieur métamorphique) fournit des terres argileuses employées à la réalisation de briques et carreaux. La commune limitrophe du Fuilet est d'ailleurs réputée pour ses poteries.
À cette même époque est construite la ligne de chemin de fer du Petit Anjou, dont la ligne Nantes-Cholet passait par La Remaudière, Landemont, Saint-Christophe-la-Couperie, Le Puiset-Doré et Saint-Rémy-en-Mauges.
En 2014, un projet de fusion de l'ensemble des communes de l'intercommunalité au sein d'une commune nouvelle se dessine. L'ensemble des conseils municipaux se prononcent favorablement au projet de cette nouvelle entité entre le 1er et le 8 juillet 2015, laquelle est baptisée Orée d'Anjou.

## Politique et administration

### Administration municipale

#### Administration actuelle
Depuis le 15 décembre 2015, Saint-Christophe-la-Couperie constitue une commune déléguée au sein de la commune nouvelle de Orée d'Anjou et dispose d'un maire délégué.
| Période                                  | Période  | Identité      | Étiquette | Qualité |
| ---------------------------------------- | -------- | ------------- | --------- | ------- |
| 15 décembre 2015                         | En cours | Anne Guilmet, |           |         |
| Les données manquantes sont à compléter. |          |               |           |         |

#### Administration ancienne
La commune est créée à la Révolution (Saint-Christophe-la-Couperie). Le conseil municipal est composé de 15 élus.
| Période   | Période       | Identité             | Étiquette | Qualité |
| --------- | ------------- | -------------------- | --------- | ------- |
| 1789      |               | Jean Gerfault        |           |         |
| 1790      |               | Pierre Megrau        |           |         |
| An V      |               | François Tessier     |           |         |
| An VIII   |               | Jean Rivet           |           |         |
| An XIII   |               | Louis Bidet          |           |         |
| 1814      |               | Julien Clémot        |           |         |
| 1830      |               | René-Clément Bigeard |           |         |
| 1870      |               | Henri Bordage        |           |         |
| 1871      | 1881          | Théophile Porcheret  |           |         |
| 1881      | 1894          | Laurent Moreau       |           |         |
| 1884      | 1892          | Joseph Poilâne       |           |         |
| 1892      | 1896          | Julien Rivet         |           |         |
| 1896      | 1901          | Jean Guéry           |           |         |
| 1901      | 1903          | Joseph Poilâne       |           |         |
| 1903      | 1904          | Jean Guéry           |           |         |
| 1904      | 1945          | René Bigeard         |           |         |
| 1945      | 1959          | Pierre Cogné         |           |         |
| 1959      | 1977          | Antoine Boiteau      |           |         |
| 1977      | 1995          | Claude Coiffard      |           |         |
| 1995      | mars 2008     | Jean-Paul Tessier    |           |         |
| mars 2008 | décembre 2015 | Anne Guilmet         |           |         |

### Ancienne situation administrative
La commune était membre de la communauté de communes du canton de Champtoceaux. Cette structure intercommunale regroupait neuf communes dont Saint-Laurent-des-Autels, Landemont et Saint-Sauveur-de-Landemont. L'intercommunalité était membre du pays des Mauges, structure administrative d'aménagement du territoire. Cette intercommunalité regroupe sept communautés de communes : Bocage, Champtoceaux, Montrevault, Saint-Florent-le-Vieil, Centre-Mauges, Chemillé et Moine-et-Sèvre. La création de la commune nouvelle d'Orée d'Anjou entraîne la suppression de la communauté de communes à la date du 15 décembre 2015, avec transfert de ses compétences à la commune nouvelle.
Jusqu'en 2014 Saint-Christophe-la-Couperie fait partie du canton de Champtoceaux et de l'arrondissement de Cholet,. Le canton compte alors les neuf mêmes communes que celles intégrées dans l'intercommunalité. C'est l'un des quarante-et-un cantons que compte le département ; circonscriptions électorales servant à l'élection des conseillers généraux, membres du conseil général du département. Dans le cadre de la réforme territoriale, un nouveau découpage territorial pour le département de Maine-et-Loire est défini par le décret du 26 février 2014. Le canton de Champtoceaux disparait et la commune est rattachée au canton de La Pommeraye, avec une entrée en vigueur au renouvellement des assemblées départementales de 2015.
La commune faisait partie de la sixième circonscription de Maine-et-Loire, composée de six cantons dont Champtoceaux, Montrevault et Saint-Florent-le-Vieil ; cette circonscription de Maine-et-Loire étant l'une des sept circonscriptions législatives que compte le département.

## Population et société

### Évolution démographique
L'évolution du nombre d'habitants est connue à travers les recensements de la population effectués dans la commune depuis 1793. À partir du 1er janvier 2009, les populations légales des communes sont publiées annuellement dans le cadre d'un recensement qui repose désormais sur une collecte d'information annuelle, concernant successivement tous les territoires communaux au cours d'une période de cinq ans. 
Pour les communes de moins de 10 000 habitants, une enquête de recensement portant sur toute la population est réalisée tous les cinq ans, les populations légales des années intermédiaires étant quant à elles estimées par interpolation ou extrapolation. Pour la commune, le premier recensement exhaustif entrant dans le cadre du nouveau dispositif a été réalisé en 2006,.
En 2013, la commune comptait 850 habitants, en évolution de +16,44 % par rapport à 2008 (Maine-et-Loire : +3,3 %, France hors Mayotte : +2,49 %).
| 1793 | 1800 | 1806 | 1821 | 1831 | 1836 | 1841 | 1846 | 1851 |
| ---- | ---- | ---- | ---- | ---- | ---- | ---- | ---- | ---- |
| 934  | 311  | 450  | 515  | 567  | 577  | 566  | 608  | 581  |

| 1856 | 1861 | 1866 | 1872 | 1876 | 1881 | 1886 | 1891 | 1896 |
| ---- | ---- | ---- | ---- | ---- | ---- | ---- | ---- | ---- |
| 566  | 575  | 610  | 584  | 590  | 588  | 601  | 572  | 556  |

| 1901 | 1906 | 1911 | 1921 | 1926 | 1931 | 1936 | 1946 | 1954 |
| ---- | ---- | ---- | ---- | ---- | ---- | ---- | ---- | ---- |
| 544  | 511  | 502  | 508  | 466  | 443  | 440  | 441  | 435  |

| 1962 | 1968 | 1975 | 1982 | 1990 | 1999 | 2006 | 2011 | 2013 |
| ---- | ---- | ---- | ---- | ---- | ---- | ---- | ---- | ---- |
| 434  | 436  | 440  | 451  | 447  | 455  | 637  | 810  | 850  |

### Pyramide des âges
La population de la commune est relativement jeune. Le taux de personnes d'un âge supérieur à 60 ans (13 %) est en effet inférieur au taux national (21,8 %) et au taux départemental (21,4 %).
Contrairement aux répartitions nationale et départementale, la population masculine de la commune est supérieure à la population féminine (50,2 % contre 48,7 % au niveau national et 48,9 % au niveau départemental).
La répartition de la population de la commune par tranches d'âge est, en 2008, la suivante :
- 50,2 % d’hommes (0 à 14 ans = 25,3 %, 15 à 29 ans = 21,6 %, 30 à 44 ans = 25,9 %, 45 à 59 ans = 15 %, plus de 60 ans = 12,2 %) ;
- 49,8 % de femmes (0 à 14 ans = 23,7 %, 15 à 29 ans = 21,5 %, 30 à 44 ans = 23 %, 45 à 59 ans = 18 %, plus de 60 ans = 13,9 %).

| Hommes | Classe d’âge | Femmes |
| ------ | ------------ | ------ |
| 0,0    | 90 ans ou +  | 0,0    |
| 2,2    | 75 à 89 ans  | 2,5    |
| 10,0   | 60 à 74 ans  | 11,4   |
| 15,0   | 45 à 59 ans  | 18,0   |
| 25,9   | 30 à 44 ans  | 23,0   |
| 21,6   | 15 à 29 ans  | 21,5   |
| 25,3   | 0 à 14 ans   | 23,7   |

| Hommes | Classe d’âge | Femmes |
| ------ | ------------ | ------ |
| 0,4    | 90 ans ou +  | 1,1    |
| 6,3    | 75 à 89 ans  | 9,5    |
| 12,1   | 60 à 74 ans  | 13,1   |
| 20,0   | 45 à 59 ans  | 19,4   |
| 20,3   | 30 à 44 ans  | 19,3   |
| 20,2   | 15 à 29 ans  | 18,9   |
| 20,7   | 0 à 14 ans   | 18,7   |

### Vie locale
Située dans l'académie de Nantes, on trouve sur la commune de Saint-Christophe-la-Couperie une école maternelle et une école primaire. On y trouve aussi une salle des fêtes et une maison commune de loisirs.
Il faut se rendre à Champtoceaux, siège de la communauté de communes, pour trouver d'autres structures : gendarmerie, centre de secours, collège, bureau de poste et trésorerie, ainsi que la plupart des professionnels de la santé, comme le Centre communal d'action sociale et la maison de retraite (EHPAD Maison de retraite Saint-Louis). L'hôpital local le plus proche se trouve soit à Nantes (28 km), soit à Cholet (32 km).
Un service de ramassage des ordures ménagères (collecte sélective) est assuré par le SIRDOMDI de Beaupréau. Créé en 1976, ce syndicat mixte assure la collecte et le traitement des ordures ménagères de cinquante-cinq communes de la région. On ne trouve qu'une seule déchèterie sur le territoire de l'intercommunalité, située à Saint-Laurent-des-Autels, au lieu-dit le Pâtis.
Transports en commun : La commune n'est pas desservie par une ligne d’autobus. Il faut aller sur la commune de Landemont (5 km) pour accéder au réseau interurbain de Maine-et-Loire AnjouBus (Ligne 21 Cholet - St Laurent des Autels). Il n'existe pas de réseau ferroviaire desservant Saint-Christophe-la-Couperie.

## Économie

### Tissu économique
Commune principalement agricole, en 2009, sur les 46 établissements présents sur la commune, 48 % relevaient du secteur de l'agriculture (pour une moyenne de 18 % sur le département). Deux ans plus tard, en 2011, sur 46 établissements présents sur la commune, 48 % relevaient du secteur de l'agriculture (pour une moyenne de 17 % sur le département), 9 % du secteur de l'industrie, 7 % du secteur de la construction, 26 % de celui du commerce et des services et 11 % du secteur de l'administration et de la santé.
Sur 56 établissements présents sur la commune à fin 2012, 38 % relevaient du secteur de l'agriculture (pour une moyenne de 15 % sur le département), 7 % du secteur de l'industrie, 9 % du secteur de la construction, 39 % de celui du commerce et des services et 7 % du secteur de l'administration et de la santé.
On trouve sur la commune une fabrique de meubles de style, un atelier de tournage fraisage, un maçon, des agriculteurs, un horticulteur, un commerce multi-services bar-tabac, un salon de coiffure et une boutique de décoration et de loisirs créatifs.

### Agriculture

Vignobles de la vallée de la Loire.
(Cliquez pour agrandir)

L'activité agricole représente l’activité la plus importante du territoire. La commune se trouve dans la région des vignobles du Val de Loire, et notamment dans l'appellation Gros Plan du pays Nantais.

Le Gros Plant du pays Nantais est un vin blanc sec et léger, à robe pâle à légers reflets verts. Son aire de production couvre 1 476 hectares sur environ quatre-vingt-dix communes, principalement du département de la Loire-Atlantique, mais aussi de Maine-et-Loire et de Vendée.
Liste des appellations présentes sur le territoire de Saint-Christophe-la-Couperie :
- IGP Brioche vendéenne,
- IGP Bœuf de Vendée, IGP Bœuf du Maine, AOC AOP Maine-Anjou, IGP Volailles de Cholet, IGP Volailles d’Ancenis,
- AOVDQS AOP Gros plant du Pays Nantais, AOVDQS AOP Gros plant du Pays Nantais sur Lie,
- IGP Maine-et-Loire blanc, IGP Maine-et-Loire rosé, IGP Maine-et-Loire rouge,
- IGP Mâche nantaise.

## Culture et patrimoine

### Lieux et monuments
Patrimoine
- Château de la Foucaudière.
- Moulin-tour des Héronnières.

La commune de Saint-Christophe-la-Couperie ne comporte pas d'inscription au Patrimoine.
Hameaux et lieux-dits
Les différents lieux-dits et hameaux de Saint-Christophe la Couperie : le Lattay, les Antiers, les Ventes, l’Éspérance, la Martinière, les Blés d'or, le clos des quatre vents, la Guellerie, les Blutteries, la Mocaisiere, les Petites Bourgères, l'Audardiere, l'Aubardiere, la Boulaire, la Couperie, les Héronnières, les Avenaux, la Boizinière, les Pagues, la Garillères, la Cour de Blois, le Bourg Nouveau.

### Personnalités liées à la commune
- Charles de la Roche, écuyer, seigneur de la Couperie au XVIe siècle.